# 城西產業園區站
城西產業園區站（：／ Seongseo-saneop-danji yeok */?）是大邱地鐵2號線沿線的一座地下車站，位於韓國大邱廣域市达西区梨谷洞。

## 車站結構
站體為1面2線島式月台的地下車站，候車月台設有月台幕門，並有8處出口。

### 月台配置
| 啟明大 ↑ |
| 下 上 \| |
| ↓ 梨谷   |

| 月台 | 路線               | 目的地                   |
| ---- | ------------------ | ------------------------ |
| 上行 | ●大邱都市鐵道2號線 | 大希爾、啟明大、汶陽方向 |
| 下行 | ●大邱都市鐵道2號線 | 半月堂、泛魚、嶺南大方向 |

## 歷史
- 2005年10月18日：城西工團站落成啟用。
- 2012年1月1日：改為現在名稱。

## 車站周邊
- 大邱城西警察署
- 城西郵局
- 城西消防署
- 城西產業園區（朝鲜语：성서산업단지）
- 韓國農業協會城西支社
- E-mart城西店
- 城西樂天影城
- 友利銀行城西分行
- 新韓銀行城西分行
- 韩亚银行城西分行
- 中小企業銀行城西分行
- KB國民銀行梨谷洞分行
- 國民年金公團大邱會館
- 大邱地方食品醫藥品安全廳
- 韓國國土情報公社（朝鲜语：한국국토정보공사）大邱慶北總部
- 韓國產業人力公團（朝鲜语：한국산업인력공단）大邱地域總部

## 相鄰車站
大邱都市鐵道公社
●大邱都市鐵道2號線
啟明大（220）－城西產業園區（221）－梨谷（222）